# Intel XScale
El Intel XScale es un núcleo de microprocesador, la implementación de Intel de la quinta generación de la arquitectura ARM. La tecnología ha sido vendida a Marvell Technology Group en junio de 2006.
Está basado en el ISA v5TE sin las instrucciones de coma flotante. El XScale usa un entero de 7 niveles y 8 niveles de memoria Superpipeline de arquitectura RISC. Es el sucesor de la línea de microprocesadores y microcontroladores Intel StrongARM, que Intel adquirió de la división de Semiconductores Digitales de DEC como efecto colateral de un pleito entre las dos compañías. Intel usó el StrongARM para substituir su propia línea de anticuados procesadores RISC, el i860 y el i960.
Todas las generaciones del XScale son procesadores ARM v5TE de 32-bits fabricados con un proceso de 180 nm y tiene 32 KiB de caché de datos y 32 KiB de caché de instrucciones (esto es llamado una caché de Nivel 1 de 64 KiB en otros procesadores). También tienen todos una caché de mini-datos de 2 KiB.

## Familias de Procesadores
El núcleo XSCALE es usado en varias familias de microcontroladores fabricadas por Intel, principalmente : 
- Procesadores de Aplicaciones (con el prefijo PXA). Hay tres generaciones de este tipo, descritas más abajo: PXA210/PXA25x, PXA26x y PXA27x.
- Procesadores de Entrada/Salida (con el prefijo IOP)
- Procesadores de red (con el prefijo IXP)
- Procesadores de Control Plano (con el prefijo IXC).

Hay también procesadores independientes: los 80200 y 80219 (orientados principalmente a aplicaciones PCI).

### Familia PXA

#### PXA210/PXA25x

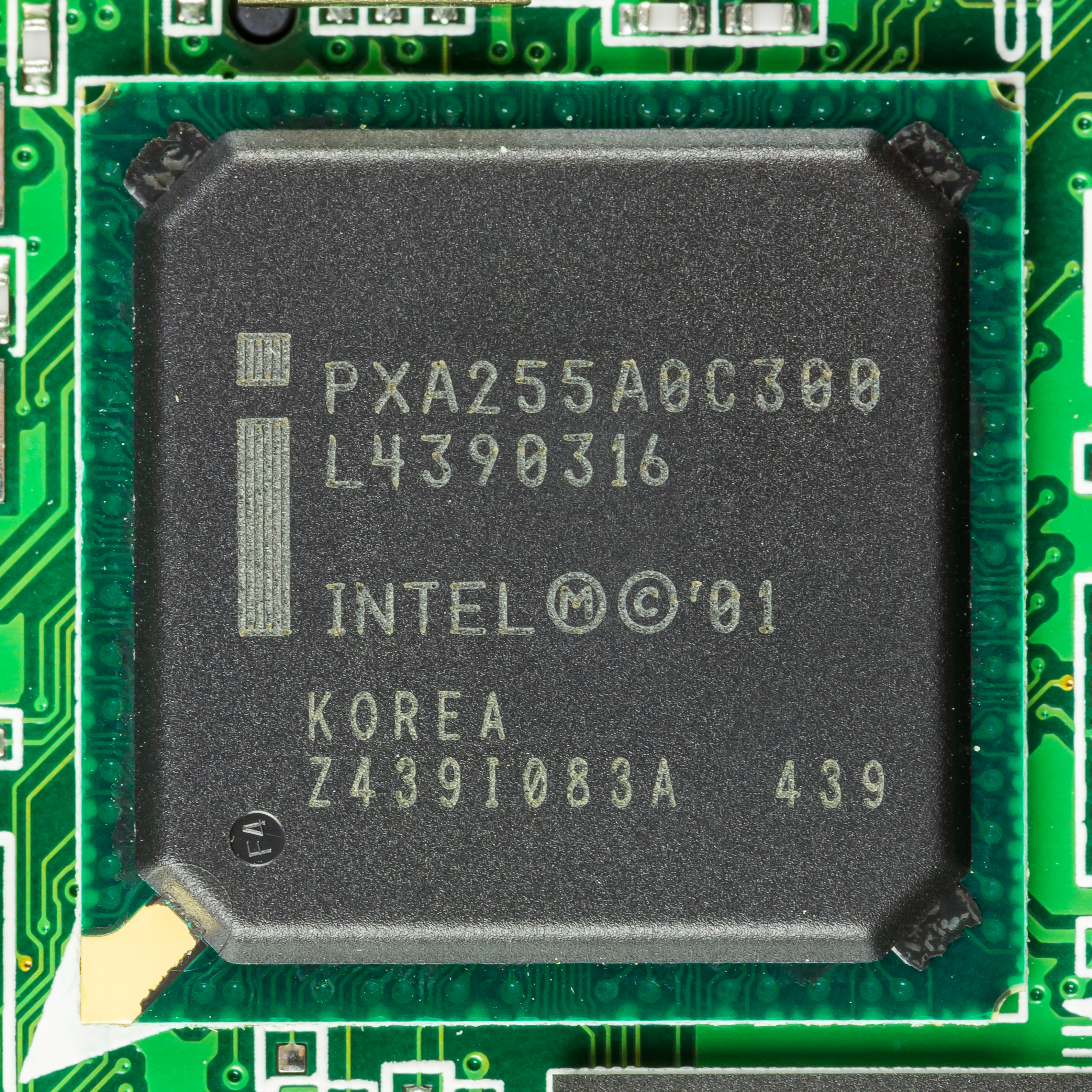
Intel PXA255

La PXA210 es el nivel inicial de XScale orientado a aplicaciones de telefonía móvil. Se lanzó con el PXA250 en febrero de 2002 y viene con frecuencias de reloj de 133 MHz y 200 MHz.
La familia PXA25x consiste en el PXA250' y el PXA255. El PXA250 fue la primera generación de procesadores XScale. Se puede elegir entre tres frecuencias de reloj : 200 MHz, 300 MHz y 400 MHz. Se lanzó en febrero de 2002. En marzo de 2003, la revisión C0 del PXA250 se renombró a PXA255. La diferencia principal es una velocidad e bus doblada (100 MHz a 200 MHz) para una transferencia más rápida de datos, menor voltaje (sólo 1,3 V a 400 MHz) para un consumo menor y funcionalidad de reescritura para la caché de datos, cuya carencia había perjudicado severamente el rendimiento del PXA250.

#### PXA26x
La familia PXA26x consiste en los PXA260 y PXA261-PXA263. El PXA260 es un procesador independiente con la misma frecuencia de reloj que los PXA25x, pero ofrece un encapsulado TPBGA que es un 53% más pequeño que el PBGA de los PXA25x. Los PXA261-PXA263 son como el PXA260 pero contienen memoria Intel StrataFlash apilada sobre el procesador en el mismo encapsulado; 16 MiB de 16 bits en el PXA261, 32 MiB de 16 bits en el PXA262 y 32 MiB de 32 bits en el PXA263. La familia PXA26x fue lanzada en marzo de 2003.

#### PXA27x
La familia PXA27x (nombre en código Bulverde) consiste en los procesadores PXA270 y PXA271-PXA272. Esta revisión es una actualización mayor a la familia de procesadores XScale. El PXA270 tiene cuatro velocidades de reloj: 312 MHz, 416 MHz, 520 MHz y 624 MHz y es un procesador independiente sin memora empaquetada. El PXA271 tiene dos frecuencias de reloj, 312 MHz y 416 MHz, 32 MiB de 16 bits de memoria StrataFlash y 32 MiB de 16 bits de memoria SDRAM en el mismo encapsulado. El PXA272 tiene 3 frecuencias de reloj, 312 MHz, 416 MHz y 520 MHz, con 64 MiB de 32 bits de memoria StrataFlash en el encapsulado. 
Intel también agregó muchas nuevas tecnologías a la familia PXA27x como:
- Wireless SpeedStep: el sistema operativo puede bajar la frecuencia de reloj del procesador basándose en la carga de trabajo para ahorrar consumo.
- Wireless MMX: 43 nuevas instrucciones SIMD conteniendo todo el conjunto de instrucciones MMX y las instrucciones de enteros de la SSE (Streaming SIMD Extensions), junto con algunas instrucciones únicas del XScale. Wireless MMX proporciona 16 registros extra de 64 bits que se pueden tratar como un array de dos palabras de 32 bits, cuatro medias palabras de 16 bits u ocho bytes de 8 bits. El núcleo XScale puede realizar hasta ocho sumas o cuatro MACs (sumas múltiples) en paralelo en un solo ciclo de reloj. Esta capacidad se usa para acelerar la velocidad de codificar y decodificar multimedia y para jugar juegos.
- Periféricos adicionales, como una interfaz USB-Host y una interfaz de cámara.
- 256 KiB de SRAM interna para reducir el consumo de energía y la latencia.

La familia PXA27x se lanza en abril de 2004. Junto con ella Intel lanza el co-procesador gráfico embebido 2700G.

#### PXA320 Monahans

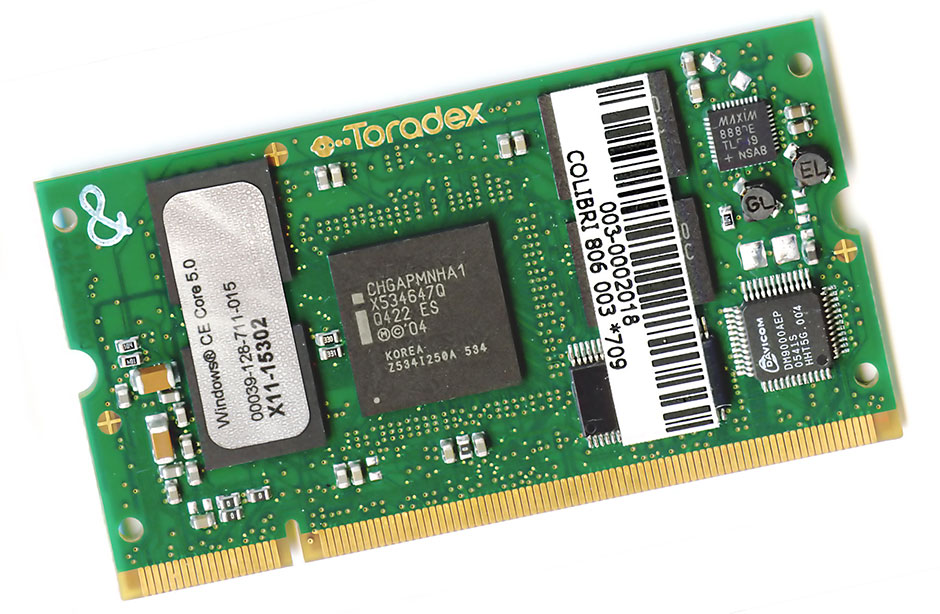
Toradex Colibrí en módulo SO-DIMM con un XScale Monahans PXA320.

En agosto de 2005 Intel anunció el sucesor del Bulverde, cuyo nombre en código es Monahans. en la demostración presentaba su capacidad de reproducir vídeo de alta resolución en una pantalla de PDA. El nuevo procesador tiene una frecuencia de reloj de 1,25 GHz pero Intel dice que sólo ofrece un 25% de incremento en el rendimiento (800 MIPS para el procesador PXA270 a 624 MHz contra 1000 MIPS para un Monahans a 1,25 GHz ). El anunciado sucesor del procesador gráfico 2700G, con nombre en código Stanwood, ha sido cancelado. algunas de las prestaciones del Stanwood están integradas en el Monahans. Para prestaciones gráficas mayores, Intel recomienda usar chips de terceros como la familia NVIDIA GEFORCE.

### Familia IXC

#### IXC1100
El procesador IXC1100 ofrece velocidades de reloj de 266, 400, y 533 MHz, un bus a 133 MHz, 32 KiB de caché de instrucciones, 32 KiB de caché de datos, y 2 KiB de caché de mini-datos. Está diseñado también para un bajo consumo, usando 2,4 W a 533 MHz. El chip viene en un encapsulado de 35 mm PBGA.

### Familia IOP
La línea de procesadores IOP se diseña para permitir a ordenadores y dispositivos de almacenamiento la transferencia de datos e incrementar el rendimiento extrayendo la funcionalidad de entrada/salida de la CPU principal del dispositivo. Los procesadores IOP3XX están basados en arquitectura XScale y diseñados para reemplazar al viejo procesador 80219 y a la familia de chips i960. Hay siete procesadores IOP diferentes disponibles actualmente: IOP303, IOP310, IOP321, IOP331, IOP332, e IOP333. El rango de frecuencias de reloj va de los 100 MHz a los 800 MHz. Los procesadores también difieren en velocidad del bus PCI, tipo de memoria, y máxima memoria direccionable.

### Familia IXP
La línea de procesadores IXP se diseña como procesador de red y control plano. Sus usos principales incluyen equipos de VoIP, switches de red, y productos de red sin hilos. Actualmente hay 8 diferentes procesadores disponibles en la familia IXP : IXP420, IXP421, IXP422, IXP423, IXP425, IXP455, IXP460, y IXP465. Varían en aplicaciones previstas y especificaciones de rendimiento.

## Aplicaciones
Los microprocesadores XScale se pueden encontrar en productos tales como el popular handheld RIM BlackBerry , la familia Dell Axim de pocket PC, la mayor parte de las líneas Zire, Treo y Tungsten de Palm, Inc., las últimas versiones de la Sharp Zaurus, el Motorola A780, el Acer N50, la línea Compaq iPaq 3900, las NEC mobilepro 900 y 900C, y muchas otras PDAs. Se utiliza como CPU principal en la computadora de escritorio de Iyonix que corre RISC OS, y el NSLU2 (Slug) que corre una implementación de Linux. El XScale también se utiliza en dispositivos tales como PVPs (reproductores de vídeo portátiles), PMCs (Portable Media Centers, centros multimedia portátiles), incluyendo el Creative Zen Portable Media Player, y sistemas industriales embebidos, incluyendo la Toradex Colibrí (ordenador de una sola tarjeta SO-DIMM). La reciente estrategia de Apple respecto de los procesadores Intel ha encendido los rumores sobre futuros iPod con CPU XScale.
En el otro extremo del mercado, los procesadores XScale IOP33x Storage de entrada-salida se utilizan en algunas plataformas de servidores basados en Intel Xeon.